# Perimeter Aviation
Perimeter Aviation Ltd. (hoặc Perimeter Airlines) (mã IATA = 4B, mã ICAO = PAG) là hãng hàng không của Canada, trụ sở ở Winnipeg, Manitoba. Căn cứ chính của hãng ở Sân bay quốc tế Winnipeg James Armstrong Richardson..

## Lịch sử
Perimeter Aviation được thành lập và bắt đầu hoạt động từ năm 1960, do "Exchange Industrial Income Fund" làm chủ. Hãng có các tuyến đường quốc nội tới 22 điểm đến cũng như vận chuyển hàng hóa và dịch vụ cứu thương bằng máy bay.

## Các nơi đến
(Tháng 3/2008):
- Manitoba
  - Berens River
  - Brandon
  - Brochet
  - Cross Lake
  - Dauphin
  - Garden Hill
  - Gods Lake Narrows
  - Gods River
  - Lac Brochet
  - Lynn Lake
  - Norway House
  - Oxford House
  - Red Sucker Lake
  - St. Theresa Point
  - Shamattawa
  - South Indian Lake
  - Tadoule Lake
  - Thompson
  - Winnipeg
  - York Landing
- Ontario
  - Pikangikum First Nation
  - Sandy Lake First Nation

## Đội máy bay
(Tháng 3/2008):

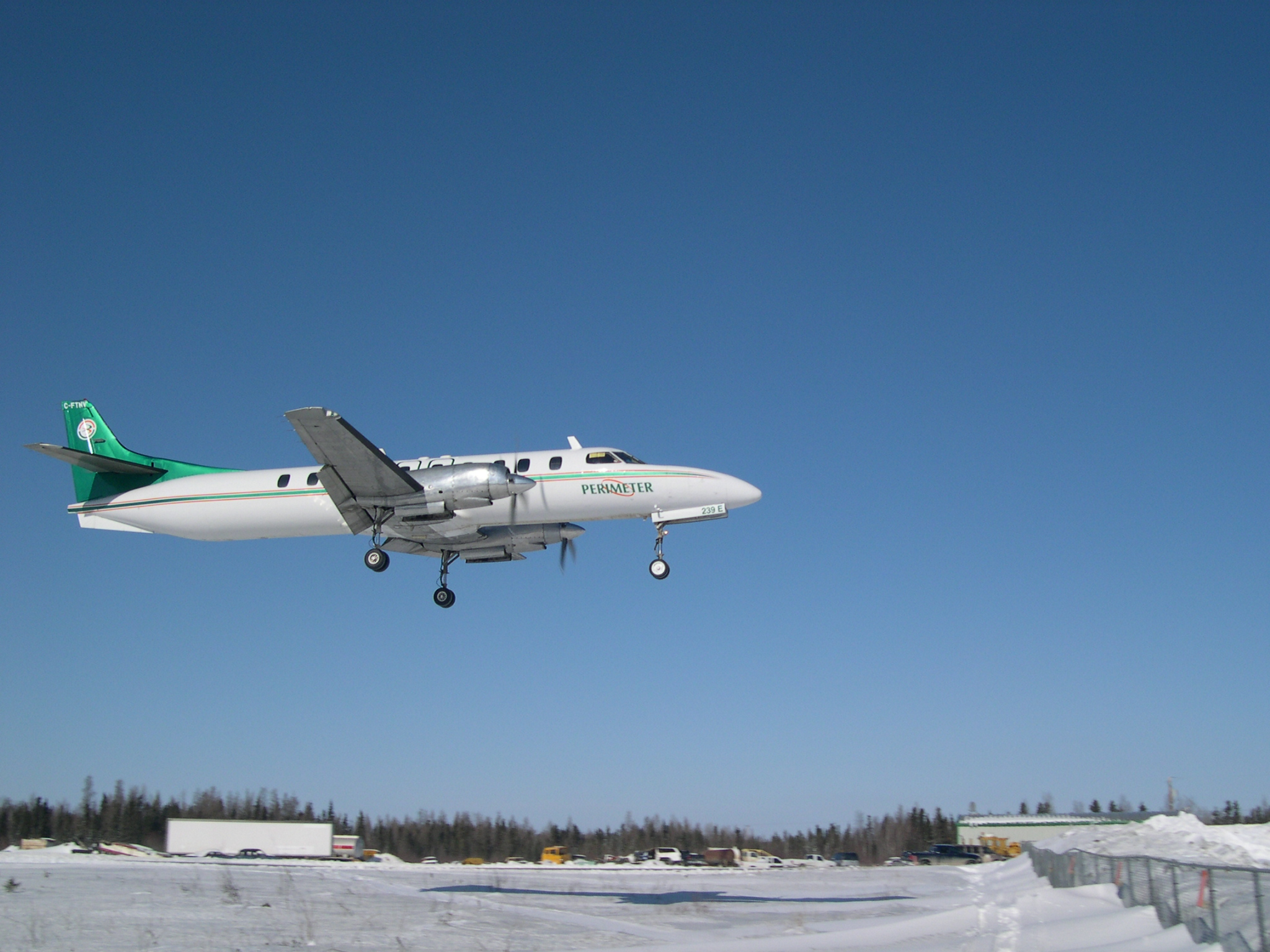
Máy bay Metro II của Perimeter Aviation

- 1 Aero Commander 500 (Rockwell 681 Hawk Commander)
- 2 Beechcraft Model 99
- 1 Beechcraft Duke (Beechcraft 60)
- 6 Beechcraft Travel Air (2 - 95A, 3 - 95B, 1 - 95E)
- 1 British Aerospace BAe 125 (BAe.125 Series 800)
- 2 de Havilland Canada Dash 8 (Series 100)
- 23 Fairchild Swearingen Metroliner (4 - SA227-AC, 1 - SA226-AT, 1 - SA226-T, 17 - SA226-TC)